# Maribo Kommune
Maribo Kommune i Storstrøms Amt blev dannet ved kommunalreformen i 1970. Ved strukturreformen i 2007 indgik den i Lolland Kommune sammen med Holeby Kommune, Højreby Kommune, Nakskov Kommune, Ravnsborg Kommune, Rudbjerg Kommune og Rødby Kommune.

## Tidligere kommuner
Maribo havde været købstad, men det begreb mistede sin betydning ved kommunalreformen. 6 sognekommuner blev lagt sammen med Maribo Købstad og dens landdistrikt til Maribo Kommune.
| Kommune                      | Folketal 1. januar 1970 | Byer        |
| ---------------------------- | ----------------------- | ----------- |
| Maribo Købstad               | 5.209                   | Maribo      |
| Maribo Købstads landdistrikt | 120                     |             |
| Askø                         | 137                     |             |
| Bandholm                     | 1.240                   | Bandholm    |
| Hillested                    | 697                     | Hillested   |
| Hunseby                      | 1.741                   | Hunseby     |
| Stokkemarke                  | 1.772                   | Stokkemarke |
| Østofte                      | 1.343                   | Nørreballe  |
| I alt                        | 12.259                  |             |

## Sogne
Maribo Kommune bestod af følgende sogne:
- Askø Sogn (Fuglse Herred)
- Bandholm Sogn (Fuglse Herred)
- Hillested Sogn (Fuglse Herred)
- Hunseby Sogn (Musse Herred)
- Maribo Domsogn (Musse Herred)
- Stokkemarke Sogn (Lollands Sønder Herred)
- Østofte Sogn (Fuglse Herred)

## Borgmestre[2]
| Periode   | Navn                 | Parti                   |
| --------- | -------------------- | ----------------------- |
| 1970-1976 | Werner Larsen        | Socialdemokratiet       |
| 1976-1987 | Arnold Steen Nielsen | Socialdemokratiet       |
| 1987-2002 | Finn Nielsen         | Socialdemokratiet       |
| 2002-2006 | Liljan Køcks         | Socialistisk Folkeparti |